# 上杉佳代子
上杉 佳代子（うえすぎ かよこ、1971年6月28日 - ）は、日本の元熟女系AV女優。

## 作品

### アダルトビデオ
2002年
- 義母の悶え (3月11日、グラフィティジャパン)
- 人妻御乱好 (3月28日、グローリークエスト)
- 近親相姦 第5章 (4月5日、桃太郎映像出版)…オムニバス作品
- 私の義母をレイプして! 7 (5月17日、東京音光)
- ガマンできない38歳 淫猥姦通編 (5月26日、ビッグモーカル)…オムニバス作品
- 三十路の視線 (6月5日、タカラ映像)
- 瑠璃色の花弁 (6月28日、タカラ映像)
- 隣の奥さんに甘えたい 5 (9月9日、クリスタル映像)…オムニバス作品
- 高級美熟女 2 (9月10日、メディアワールド)
- 浴衣美人妻 (9月15日、エーピーエー)…オムニバス作品
- 熟女遊戯 (10月4日、ジャネス)
- 義母 (10月4日、ジャネス)…オムニバス作品
- M的妻 (10月10日、グローバルメディアエンタテインメント)
- 美熟女…H 6 (10月15日、クリスタル映像)…オムニバス作品
- 熟女の癒し (12月6日、ジャネス)
- 完熟マダムスペシャル3 三十路女のよがり汁 (12月10日、クリスタル映像)…総集編
- 熟女優 (12月18日、ジャネス)
- Madame倶楽部 ( ? 、ビップ)…オムニバス作品
- 喪服妻 欲望が抑えられないの… ( ? 、ビップ)…オムニバス作品

2003年
- TAKARA MULTI BOX (1月10日、タカラ映像)…総集編
- フェラコレ2003冬 (1月13日、隼エージェンシー)…総集編
- 熟女教師の誘惑 (1月21日、ジャネス)…総集編
- 高級美熟女 番外編 手コキ・オナニー (2月7日、メディアワールド)
- 16人の手コキ嬢 (2月13日、隼エージェンシー)…総集編
- フェラ祭り (2月13日、隼エージェンシー)…総集編
- 三十路の視線SP (2月14日、タカラ映像)…総集編
- ガマンできない4時間SPECIAL (3月28日、ビッグモーカル)…総集編
- Mrs.LINGERIE (4月15日、ジャネス)…総集編
- 厳選美人妻SEXセレクション 美人妻2 (5月15日、隼エージェンシー)…総集編
- HOW TO 熟テク (5月16日、桃太郎映像出版)…オムニバス作品
- Virtual Panst Onanie 熟女編 (5月21日、ジャネス)…総集編
- 和服総集編 (6月20日、タカラ映像)…総集編
- 三十路の秘密 240分DX2 (7月11日、デジタルバンク)…総集編
- ゴージャス奥さん!240分 Special (7月25日、エーピーエー)…総集編
- 佳代子30歳 美人妻性癖ナマ撮りドキュメント (8月8日、隼エージェンシー)
- 高級美熟女 総集編 1 (8月8日、メディアワールド)…総集編
- 官能熟女傑作選 (9月15日、エーピーエー)…総集編

2004年
- 高貴な三十路妻 三十路の視線 総集編 (2月13日、タカラ映像)…総集編
- 昼下がりの犯され妻 9人の奴隷妻 (5月14日、隼エージェンシー)…総集編
- ドキドキ美人妻4時間DX2 (5月14日、笠倉出版社)…総集編
- 淫熟遊戯 (5月28日、ジャネス)…総集編
- 川崎軍二シリーズ 義母の悶え/熟女たちの淫靡な復讐 (6月18日、グラフィティジャパン)…『義母の悶え』DVD版
- 喪服妻 総集編 ( ? 、ビップ)…総集編

2005年
- 人の妻 (1月28日、デジタルバンク)…総集編
- 綺麗なマダムが手コキで抜いてあげる (6月25日、エーピーエー)…総集編
- 綺麗な人妻と4時間してみませんか? (7月25日、サイド・ビー)…総集編
- 喪服妻 4時間 総集編 (11月8日、デジタルドリーム)…総集編

2006年
- 美熟女5時間30分 (9月25日、ユニバーサル)…総集編
- マスカット美人妻Remasteringコレクション 卑猥に濡れる午後の人妻たち (12月25日、ビッグモーカル)…総集編
- 喪服妻 4時間大全集 ( ? 、ビップ)…総集編

2007年
- 熟女16人・熟ビラ満開 4時間完全版 (1月7日、桃太郎映像出版)…総集編
- 熟女10人十艶 其の一 (2月20日、 ? )…総集編
- 熟女党 Vol.1 (8月19日、チャンネル・ヴィ)…総集編
- 義母さん僕ガマンできない! 8時間 (10月26日、ビッグモーカル)…総集編

発売日不明作品
- 近親相姦物語DX [第1巻] 行動派の小母とスケベな母 (麒麟堂)
- THE BEST OF 企画女優20 PART3 (ビップ)…総集編
- 入れ喰い熟女2 (葵)…オムニバス作品